# Nahr al-Kabir
A Nahr al-Kabir (ókori, görögös nevén: Eleutherosz) az Orontésztől nyugatra és Tartúsztól délre a Földközi-tengert keletről keretező hegyláncokon áttörő kisebb folyó.

## Történelmi szerepe
Az i.e. 2. évezredben az Eleutherosz völgyében vezetett a legfontosabb kereskedelmi útvonal a Földközi-tenger keleti partja és Mezopotámia között, ami kiemelt stratégiai fontosságot adott neki. Ennek eredményeként hosszú időn át Egyiptom és a Hettita Birodalom ütközőterülete volt, és az itt, illetve ettől délre kialakult Amurrú királyság hol az egyik, hol a másik fél vazallusa volt (de általában a hettitáké).
Az i.e. 1. évezredben ez a folyó volt a föníciaiak által sűrűn lakott terület északi határa (bár kisebb kolóniáik a folyón túl is voltak).

## Földrajzi helyzete
Forrásai Latakiától délkeletre, az Alavita-hegységben erednek. Libanon északi határfolyója. Vízgyűjtő területének 74 %-a van Szíriában és 26 %-a Libanonban; ezen a területen nagyjából 535 000 ember él.

## Hasznosítása
Vizének jelentős részét elöntözik; ennek érdekében a folyón három nagy duzzasztógátat építettek. Ezek együttes nominális kapacitása 377 millió köbméter; az öntözött terület körülbelül 23 000 ha. A víz megosztásáról a két ország 2002-ben kötött egyezményt.
A víz erősen szennyezett egyrészt a beömlő, tisztítatlan kommunális szennyvizek miatt, másrészt az ártéren ellenőrizetlenül lerakott szilárd hulladékok miatt. A víz minőségének óvásáról, illetve javításáról a víz megosztásáról kötött egyezmény nem rendelkezik.